# Миливоје Анђелковић Кајафа
Миливоје Анђелковић – Кајафа (Београд, 20. јун 1868 — Београд, 6. фебруар 1940) био је српски пешадијски пуковник.
Учествовао је са својом јединицом у мајском преврату 1903. године. У Балканском рату 1912. командовао је Јаворском бригадом, а у рату са Бугарима 1913. био је командант Осоговког одреда и Масуричке колона. Од почетка Првог светског рата па све до Крфа командовао је Дунавском дивизијом првог позива. Године 1914. учествовао је у одбрани Београда, у сремској операцији и на Мачковом камену, а нарочито се истакао у гоњењу непријатеља након сувоборске битке.
После реорганизације српске војске на Крфу, поново је био командант Дунавске дивизије. Пензионисан је 1917. године.

## Биографија
Миливоје Анђелковић рођен је у Београду 1868. и завршио је све војне школе које су у тадашњој Краљевини Србији могле да се похађају. Пуних пет година, од 1897. до 1902, био је старешина питомаца Војне команде. Тада је као предавач упознао и Драгутина Димитријевића Аписа.
Учествовао је у Мајском преврату, пошто је прилазе двору штитио батаљон Седмог пешадијског пука којим је командовао Миливоје Анђелковић, већ тада знан по надимку Кајафа.
Надимак Кајафа (у Јеванђељу по Матеју у Новом завету Кајафа је поглавар свештеника, познат по строгости, који су осудили Христа на распеће) стекао је као сасвим млад официр, а наденули су му га, и у почетку крили, потчињени, јер је до ситница истеривао ред и дисциплину мучећи друге, али не штедећи ни себе.
Командујући Јаворском бригадом у Првом балканском рату против Турака 1912. године умео је и смео да зађе дубоко у позадину непријатеља, муњевито ослобађајући место за местом. Тако су пали Сјеница, Пријепоље, Пљевља. А све далеко од главнине српских снага и потпуно самостално. Упамтили су га и Бугари годину дана касније. У боју на Говедарнику, 21. и 22. јула, три пута је на бајонет заузимао положаје које је бранио много бројнији и боље наоружан непријатељ.

## Први светски рат
У војничку легенду крочио првих дана Првог светског рата. Врховна команда, одсуством свог начелника, војводе Радомира Путника, одлучила је да одлуку шта чинити с Београдом остави Миливоју Анђелковићу Кајафи.
Он је одмах одлучио: Београд мора да се брани по цену да до темеља буде разрушен. И бранио га је, чак и уз помоћ трећепозиваца, све док није стигла наредба да се мора ићи даље. У уџбенике херојства ушла је битка на Мачковом камену, од 19. до 22. септембра 1914. године. Кајафа је и ту, својеглаво, често био испред свих.
Његов удео у Колубарској бици, је на изузетном нивоу. Из времена пре одсудног напада потиче и једна прилично озбиљна љутња надређених на пуковника Анђелковића. Сасвим лакомислено, замерили су му, одвео је регента Александра Карађорђевића на прву линију фронта, те је Његовом величанству могло нешто ружно да се догоди. Није се догодило, али је зато Кајафа врло брзо осетио како је то кад се свемоћна политика умеша и међу војнике.
Због једног неуспеха у сукобу са Бугарима, за који је оптужен иако није поседовао исправне информације о бројчаном стању непријатеља, морао је да буде склоњен у страну.

## Након Великог рата
Понижења војника посебног кова прерано отераног с бојног поља нису престајала ни кад је Велики рат отпловио у историју. Некадашњи васпитач, што се војних вештина тиче, принчева Ђорђа и Александра – обојица су га из поштовања ословљавали са Бата Мика – првих дана маја 1925. нашао се чак на насловним страницама престоничких новина. Овако:
„Претрес код г. М. Анђелковића... Осим личних ствари г. Анђелковића, у његовом стану нађена су и два сандука Краљевића Ђорђа. Сандуци су били закључани и пломбирани...”.
Уз то, г. Анђелковић је, по писању неких новина, био оптужен и за „комунистичку пропаганду” која је озбиљно, међу светом, пољуљала част и углед пуковника у пензији. Наиме, било је то време кад је краљу Александру било потребно да старијег брата Ђорђа, престолонаследника по првенству рођења, смести у санаторијум код Нишa, и што више удаљи од престола.
Било је општепознато да су принц Ђорђе и пуковник Анђелковић били велики пријатељи и да су, пре принчевог слања у санаторијум и претреса куће пензионисаног официра, планирали да заједно отпутују у Швајцарску. И то преко Солуна, да још једном обиђу гроб Драгутина Димитријевића Аписа.
Неколико година после ослобођења и тек што је прошла помињана хајка по новинама краљ Александар је пензионисаном пуковнику послао свог маршала двора с поруком да би желео да сврати код њега кад буде пролазио Смиљанићевом улицом где је Кајафа живео. Ако ролетне буду подигнуте – ето краља на капији, с понудом чина генерала и свих принадлежности које му с тим чином припадају од 1917. године, када је пензионисан. Кајафа је одговорио кратко: „Поздравите Његово величанство и реците му да је он господар у својој земљи, а ја у својој кући.” Када је краљ прошао Смиљанићевом улицом ролетне у кући број 30 су биле спуштене, како су и остале све до Миливојеве смрти. Миливоје Анђелковић Кајафа је преминуо 6. фебруара 1940.

## Нотеси
- приручник представе „Колубара 1914." у изради организације Позив (Покрет обнове значајних историјских величина) и Осме београдске Гимназије, директан разговор са потомцима пуковника Кајафе